# Marinha Mercante do Canadá
A Marinha Mercante do Canadá é uma instituição estatal canadense responsável pelo tráfego naval comercial. Assim como as marinhas mercantes de outros países da Commonwealth, a Marinha Mercante do Canadá teve notável importância na Segunda guerra Mundial.

## História

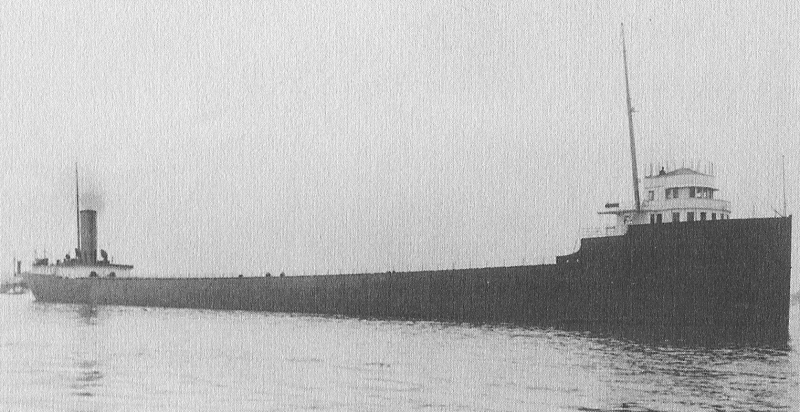
Navio da Marinha Mercante James Carruthers.

Uma marinha mercante informal apareceu em 1914 no início da Primeira Guerra Mundial e foi renomeada como Marinha Mercante do Governo Canadense,em 1918, mas desapareceu em 1930.
Poucas horas após a declaração de guerra do Canadá em 10 de setembro de 1939, o governo canadense aprovou leis para criar a Marinha Mercante Canadense estabelecendo regras e controles para fornecer uma força de trabalho para o transporte em tempo de guerra. A Marinha Mercante Canadense desempenhou um papel importante na Batalha do Atlântico, reforçando a frota mercante dos Aliados devido às altas perdas na Marinha Mercante Britânica.
Após a guerra, os veteranos da Marinha Mercante Canadense tiveram seus benefícios e reconhecimento oficiais negados por décadas. Isso não foi corrigido até a década de 1990 e muitos casos individuais permanecem sem solução. Um gesto importante em 2003 foi a designação pelo Parlamento Canadense do Dia da Lembrança da Marinha Mercante em 3 de setembro como um dia para reconhecer as contribuições e o sacrifício dos Navegadores Mercantes Canadenses.
A Marinha Mercante desapareceu lentamente até que em 1950 nenhum navio da Marinha Mercante foi deixado.

## Monumento
|  |